# Weinheimer Nachrichten

Logo der Odenwälder Zeitung

Die Weinheimer Nachrichten sind eine lokale Tageszeitung, die in Weinheim und Umgebung erscheint. Im an Weinheim angrenzenden hessischen Odenwald erscheint eine Variante als Odenwälder Zeitung.
Sie hat eine verkaufte Auflage von 17.169 Exemplaren und gehört zu DiesbachMedien. Die Weinheimer Nachrichten beziehen die überregionalen Schlagzeilen aus der Mantel-Ausgabe des Mannheimer Morgens, haben für die regionalen und lokalen Informationen aber eigene Journalisten und Redakteure. Die Zeitung wird im Rheinischen Format gedruckt.
Die Weinheimer Tageszeitung erschien schon unter verschiedenen Namen, so Weinheimer Anzeiger, Weinheimer Morgen oder Stadtanzeiger Weinheim. 
Seit 2007 ist der Verlag DiesbachMedien GmbH mit 20 % am Verlag des Staatsanzeigers für Baden-Württemberg beteiligt.

## Auflage
Die Weinheimer Nachrichten haben wie die meisten deutschen Tageszeitungen in den vergangenen Jahren an Auflage eingebüßt. Die verkaufte Auflage ist in den vergangenen 10 Jahren um durchschnittlich 2,4 % pro Jahr gesunken. Im vergangenen Jahr hat sie um 4,9 % abgenommen. Sie beträgt gegenwärtig 17.169 Exemplare. Der Anteil der Abonnements an der verkauften Auflage liegt bei 91,4 Prozent.
| 1998  | 1999  | 2000  | 2001  | 2002  | 2003  | 2004  | 2005  | 2006  | 2007  | 2008  | 2009  | 2010  | 2011  | 2012  | 2013  | 2014  | 2015  | 2016  | 2017  | 2018  | 2019  | 2020  | 2021  | 2022  | 2023  | 2024  |
| ----- | ----- | ----- | ----- | ----- | ----- | ----- | ----- | ----- | ----- | ----- | ----- | ----- | ----- | ----- | ----- | ----- | ----- | ----- | ----- | ----- | ----- | ----- | ----- | ----- | ----- | ----- |
| 27111 | 27217 | 26780 | 26883 | 26871 | 26457 | 25745 | 25243 | 24831 | 24416 | 23922 | 23423 | 23012 | 22602 | 22089 | 21903 | 21939 | 21740 | 21400 | 20900 | 21125 | 20665 | 20409 | 19939 | 19053 | 18059 | 17169 |

Der dem Mannheimer Morgen entnommene überregionale Mantelteil der Weinheimer Nachrichten wird in allen zur Dr.-Haas-Gruppe gehörenden Zeitungstiteln (Mannheimer Morgen, Südhessen Morgen, Bergsträßer Anzeiger, Schwetzinger Zeitung, Hockenheimer Tageszeitung, Fränkische Nachrichten sowie Weinheimer Nachrichten und deren Variante Odenwälder Zeitung) täglich knapp 120.000 Mal verkauft.